# Rudolf von Tiefenbach

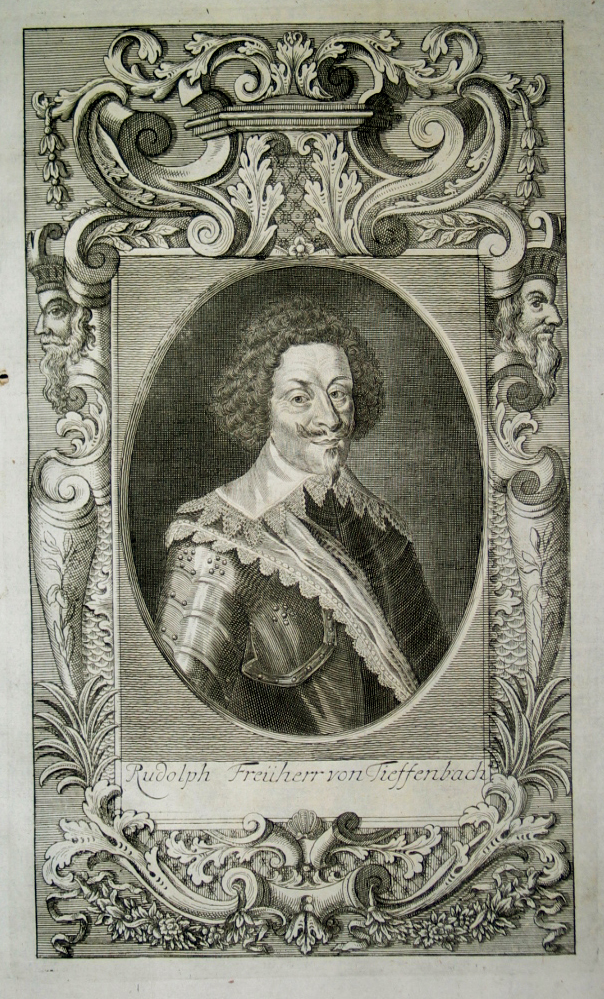
Rudolf von Tiefenbach

Rudolf von Tiefenbach, auch Tieffenbach oder Teuffenbach (* 26. November 1582 in Graz; † 4. März 1653 in Prag) war ein kaiserlich-habsburgischer Feldherr, der am Dreißigjährigen Krieg teilnahm.

## Leben
Der dem Freiherrenstand angehörende Teuffenbach trat trotz seines protestantischen Glaubens in das habsburgische Heer ein und wurde 1613 zum Hofkriegsrat ernannt. Unter Bucquoy wurde Tiefenbach 1619 zum Generalwachtmeister befördert. Er nahm 1620 an der Schlacht am Weißen Berge teil und übernahm nach dem Tode Bucquoys im Juli 1621 den Oberbefehl über die kaiserlichen Truppen in Ungarn. 1623 konvertierte er zum katholischen Glauben und brachte es unter Wallenstein bis 1631 zum Feldmarschall. Friedrich Schiller lässt in Wallensteins Lager einige Angehörige seines Regimentes („Tiefenbacher“) auftreten, die ein Licht auf ihren Kommandeur werfen sollen, der (nach Schillers historischen Studien) also kein Eisenfresser gewesen zu sein scheint.
1631 beendete Tiefenbach auf Grund mehrerer habsburgischer Niederlagen seinen militärischen Dienst, erhielt aber nach der Ermordung Wallensteins im Februar 1634 dessen Herrschaft über Gitschin in Böhmen. Das Infanterieregiment Rudolf Freiherr von Tieffenbach wurde aber weitergeführt und gehörte bei der Schlacht bei Nördlingen zu den Reserven auf dem Schönefeld. Es wurde von Oberstleutnant Teutschvoll befehligt und nahm später an der Umschließung Urachs teil.
Von 1627 bis 1640 ließ er das gegenreformatorische Franziskanerkloster in Zistersdorf errichten, siehe die heutige Stadtpfarrkirche Zistersdorf.

## Anerkennungen
- Im Jahr 1899 wurde in Wien-Leopoldstadt (2. Bezirk) die Teuffenbachstraße nach ihm benannt.